# Municipio de Little Black
El municipio de Little Black (en inglés: Little Black Township) es un municipio ubicado en el condado de Randolph en el estado estadounidense de Arkansas. En el año 2010 tenía una población de 586 habitantes y una densidad poblacional de 6,79 personas por km².

## Geografía
El municipio de Little Black se encuentra ubicado en las coordenadas 36°27′1″N 90°48′56″O / 36.45028, -90.81556. Según la Oficina del Censo de los Estados Unidos, el municipio tiene una superficie total de 86.3 km², de la cual 85,35 km² corresponden a tierra firme y (1,1 %) 0,95 km² es agua.

## Demografía
Según el censo de 2010, había 586 personas residiendo en el municipio de Little Black. La densidad de población era de 6,79 hab./km². De los 586 habitantes, el municipio de Little Black estaba compuesto por el 98,12 % blancos, el 0,17 % eran afroamericanos, el 0,17 % eran asiáticos, el 0,17 % eran de otras razas y el 1,37 % eran de una mezcla de razas. Del total de la población el 1,02 % eran hispanos o latinos de cualquier raza.